# Fisiculturismo nos Jogos Pan-Americanos de 2019 – Fisiculturismo clássico masculino
A competição de fisiculturismo clássico masculino do fisiculturismo nos Jogos Pan-Americanos de 2019 foi realizada em 10 de agosto no Coliseu Mariscal Cáceres, em Lima, no Peru. 

## Calendário
Horário local (UTC−5)
| Dia          | Horário | Fase           |
| ------------ | ------- | -------------- |
| 10 de agosto | 16:15   | Pré-julgamento |
| 10 de agosto | 17:00   | Final          |

## Medalhistas
| Ouro   | ESA William Yuri González |
| Prata  | COL Carlos Barragán       |
| Bronze | GUA Jonathan Catalán      |

## Resultados

### Pré-julgamento
| Pos. | CON                      | Atleta                  |
| ---- | ------------------------ | ----------------------- |
|      | CHI Chile                | Pablo Barnert           |
|      | MEX México               | Carlos Benhumea         |
|      | ECU Equador              | Angelo Carpio           |
|      | BIZ Belize               | Godfrey Alford          |
|      | BOL Bolívia              | Angelo Carpio           |
|      | CRC Costa Rica           | Evaristo Cortes         |
|      | HON Honduras             | José Geovanny Rodríguez |
|      | VEN Venezuela            | Villali Villalobos      |
|      | ESA El Salvador          | William Yuri González   |
|      | GUA Guatemala            | Jonathan Catalán        |
|      | BRA Brasil               | Juscelino Nascimento    |
|      | NCA Nicarágua            | Jorge Callejas          |
|      | COL Colômbia             | Carlos Barragán         |
|      | DOM República Dominicana | Michael Ventura         |
|      | URU Uruguai              | Rodrigo Chucarro        |
|      | PER Peru                 | Francisco Melgarejo     |

### Final
Um total de 6 atletas participaram da final da prova, após a fase do pré-julgamento. 
| Pos.              | CON             | Atleta                | Pontuação |
| ----------------- | --------------- | --------------------- | --------- |
| Medalha de ouro   | ESA El Salvador | William Yuri González | 36        |
| Medalha de prata  | COL Colômbia    | Carlos Barragán       | 38        |
| Medalha de bronze | GUA Guatemala   | Jonathan Catalán      | 40        |
| 4                 | VEN Venezuela   | Villali Villalobos    | 58        |
| 5                 | ECU Equador     | Angelo Carpio         | 69        |
| 6                 | NCA Nicarágua   | Jorge Callejas        | 79        |